# Gheorghe Popilean
Gheorghe Popilean (1935–) Bukarestben élő román üzletember, akit a bíróság csalásért és más bűncselekményekért börtönbüntetésre ítélt.
1992-ben a Köztársasági Keresztény Párt (Partidul Republican Creștin) jelöltjeként sikertelenül indult a romániai elnökválasztásokon. 1992-1994 között Ponzi-sémaszerű, de annál jobban álcázott piramisjátékot működtetett, Romániában és Magyarországon pénzbetéteket gyűjtött a piacinál jóval magasabb kamatok ígéretével. A piramisjátéknak a rendőrség vetett véget, Popileant letartóztatták, majd a bíróság 4 év börtönre ítélte, amelyből több, mint 3 évet leült. Szabadlábra helyezése után újból letartóztatták, csalás vádjával. Jelenleg EU-s pályázati pénzek megszerzéséről ad tanácsokat.

## A Mondoprosper cég és a budapesti „száműzetés”
1991. július 17-én bejegyeztette Bukarestben a S.C. Mondoprosper S.R.L. céget, és a kolozsvári Ion Stoica által szervezett, Caritas nevű piramisjátékhoz hasonlóan elkezdte a pénzbetétek gyűjtését. A befektetőkkel hivatalosan kölcsönszerződést kötött, és egy év múlva a befektetett pénz után 210%-os kamat fizetését ígérte.
Mivel lába alatt kezdett forrósodni a talaj, 1993 augusztus elején Budapestre költözött, és az itt töltött kb. fél éves időszakra később száműzetésként hivatkozott. Budapesten bejegyeztette a „Gy and GyP Kft.” céget (amelyben részesedése 90% volt, a fennmaradó 10%-ot egy magyar hölgy birtokolta, de a haszonból való részesedését a társasági szerződés 5%-ban korlátozta). A Széll Kálmán tértől nem messze található Fillér utca egyik több emeletes házában bérelt lakást, előkelő Mercedes gépkocsiját saját sofőr vezette, volt szakácsnője, két fiatal titkárnője, biztonságáról több, Magyarországon sietve felvett testőr gondoskodott.
A magyar országos napilapokban ekkor két típusú hirdetést jelentetett meg: az egyikben románul is tudó ügynököket, tanácsadókat, kereskedelmi eladókat, jogászokat, könyvelőket, illetve külföldi áruk - olasz ruházati cikkek stb. - magyarországi és magyar termékek külföldi forgalmazásához partnereket keresett; a másik típusú hirdetésekben a befektetőket csalogatta az előbb említett mesés kamat ígéretével. Szintén Budapestről levelet küldött Ion Iliescu akkori román államelnöknek, amelyben felajánlotta, hogy megmenti a Caritas nevű pilótajátékot, illetve a kisbefektetőket, egyébként - írta - a piramisjáték összeomlása olyan botrányt okoz, amely a román állam létét is veszélybe sodorja. Választ nem kapott, és a következő lépésben a romániai „politikai üldöztetésére” hivatkozva levelet küldött az Európai Unió Bizottsága akkori elnökének, amelyben audienciát kért, de nem kapott választ. Megpróbált beutazási vízumot szerezni több fejlett országba, többek között Ausztráliába is.
Budapesten lépéseket tett hasonló piramisjáték megszervezésére Bulgáriában, Görögországban és Thaiföldön is.

## A bűnügy
1994. február 4-én, a román pénzügyőrség (Garda Financiară) megszállta a Mondoprosper cég bukaresti székhelyét, ahol majdnem 3 millió dollár készpénzt foglalt le. A cég székhelye előtt ekkor már kb. 150 károsult tüntetett, követelve a befektetett pénz visszaadását. 1994. április 28-án a kerületi bíróság még elrendelte a lefoglalt pénzösszeg visszaszolgáltatását a cégnek, azonban a pénzügyőrség fellebbezett, és a főügyészség - egy könyvvizsgálati jelentésre is alapozva, amely 1,5 millió dollár hiányt állapított meg. 1994. augusztus 24-én őrizetbe vették Kolozsváron, majd Bukarestbe szállították és augusztus 25-én az ügyészség letartóztatási parancsot adott ki Ioan Stoica, a csődbe ment Caritas nevű pilótajáték tulajdonosa ellen.
1994. augusztus 26-án előzetes letartóztatási parancsot adtak ki Popilean ellen is. 1994. december 22-én letartóztatták Popilean Doru nevű fiát is, mert a vád szerint a Mondoprosper cég pénzforrásait törvénytelen módon használta fel. 1996. november 27-én a bíróság Popileant a három bűnügy (csalás, jogosulatlan pénzügyi tevékenység és sikkasztás) közül az egyikben bűnösnek találta, és 3 év börtönre ítélte, de december 2-án szabadon bocsátották, arra hivatkozva, hogy a másik két, még el nem bírált bűnügy magába foglalja az elsőt is. Végül az első bűnügyben jogosulatlan pénzügyi tevékenység miatt jogerősen 3 év börtönre ítélték, amelyből 2 évet leült.
A román sajtó felvetette Gheorghe Funar akkori kolozsvári szélsőségesen nacionalista polgármester felelősségét is a pilótajátékok kapcsán. A România Liberă c. napilap azt írta, hogy a Román Nemzeti Egység Párt (PUNR) egyik célja a Caritas és Gerald szerencsejátékokkal az volt, hogy a kisebbségek kezében levő pénzösszegeket és ingatlanokat a többségi románok kezére játsszák.

## Újból szabadlábon
1999-ben, két évvel szabadulása után újból aktiválta a bukaresti Mondoprosper céget. Újsághirdetéseket adott fel, amelyekben különböző alkalmazottakat keresett, de csak azokat vette fel, akik hajlandók voltak három millió régi lej (ROL) kauciót  letenni. A munkaszerződéseket 3 hónapos próbaidőre kötötte.
Újságírók érdeklődésére a cégbíróság közölte, hogy a cég 1991-es alapítása óta egyetlen pénzügyi beszámolót sem nyújtott be a hatóságoknak.
2000. november 28-án, több év pereskedés után jogerős ítélet született a harmadik bűnügyben is. A vádirat szerint Popilean több, mint 10.000 embert csapott be kb. 2 millió dollár értékben. A Bukaresti Fellebbviteli Bíróság  sikkasztásért és a cég vagyonának törvénytelen felhasználásáért 4 év börtönbüntetést szabott ki. Gheorghe Popileannal együtt börtönre ítélték Doru fiát is.
2002-ben szabadult, a büntetés utolsó 100 napját elengedték.

## A „Nemzeti Korrupcióellenes Komisszáriátus komisszárja”
2004-ben több céget csapott be úgy, hogy a nemlétező „Nemzeti Korrupcióellenes Komisszariátus” felügyelőjének adta ki magát, és jól menő vállalkozásokat keresett fel azzal az indokkal, hogy különböző adózási és más előnyöket fognak élvezni, ha az általa működtetett nonprofit szervezetnek (Uniunea Civică „Solidaritatea Românilor” - „Románok Összefogása” Polgári Szövetség) pénzt adományoznak. 2005 január elején a rendőrség tetten érte, és a 70 éves „komisszárt” letartóztatták, de a bíróság pár nap múlva, idős korára való tekintettel szabadon engedte.
A szabadlábon védekező Popilean ellen végül nem sikerült vádat emelni, mert a károsultak nem vállalták a tanúskodást.

## EU-s pályázati „tanácsadó”
2007 tavaszán Popilean megalapította a „Gazdasági Szervezetek Finanszírozásának Nemzeti Intézetét” (Institutul National pentru Finanțarea Agenților Economici, INFAE), és elkezdte tanácsadói szolgáltatását, 2 millió lejes (ROL) órabér ellenében vállalva, hogy a nála jelentkezőknek segít EU-s pályázati pénzek megszerzésében. A múltját nem tagadta, szerinte korábbi börtönbüntetése „koncepciós per” eredménye volt.
A sajtóban olyan hírek jelentek meg, hogy Popilean intézete nem fizeti alkalmazottai után a közterheket, és a tanácsadói szolgáltatására a díjat befizető kb. 1000 cégről nem vezet szabályos nyilvántartást, cégének nincs könyvelése.

## Politikai ambíciók
Popilean 1992-ben az általa alapított „Köztársasági Keresztény Párt” jelöltjeként indult a romániai elnökválasztáson.
2004-ben megalapította a „Összromán Összefogás Polgári Szövetség az Emberi Jogok Védelméért és Humanitárius Segítségnyújtásért” (Uniunea Civică Solidaritatea Românilor de Pretutindeni pentru Apărarea Drepturilor Omului și Ajutor Umanitar, rövidítve: UCSRPADOAU) szervezetet, amely a 2008-as önkormányzati választásokon 66 megfigyelővel vett részt.
2008-ban megalakította a Radikális Szociáldemokrata Pártot (Partidul Radical Social Democrat), amely „egy baloldali párt, a parasztok, munkások, tisztviselők és ama többség pártja, amely a kommunizmusból a kapitalizmusba való átmenet terheit viseli, és harcol a jog érvényesüléséért“.
Popilean következő terve egy országos terjesztésű (napi)lap indítása „Forța Civică” („Polgári Erő”) címmel.